# Douglassia
Douglassia là một chi ốc biển, là động vật thân mềm chân bụng sống ở biển trong họ Drilliidae.

## Các loài
Các loài thuộc chi Douglassia bao gồm:
- Douglassia nodosa Nowell-Usticke, 1969[2]